# Yue kineski (jezik)
Yue kineski jezik (ISO 639-3: yue; isto i Kantonski, Gwong Dung Waa, Yue, Yueh, Yuet Yue, Yueyu), jedan od 14 kineskih jezika kojim govori ukupno 55 541 660 u Kini i mnogim drugim državama širom svijeta. Većina od 52 000 000 ljudi govori ga u Kini (1984), pa nadalje 498 000 u Macau. U Kini najviše se govori u provinciji Guangdong gdje se mora isključit govorna područja Hakka na sjeveroistoku i Min Nan na istoku. U ostalim državama govori ga 6 350 u Bruneju (2006); 180 000 Indonezija (1982); 1 070 000 Malezija (2000 popis); nepoznat broj u Panami (Panama City, Colón, većina unutrašnjih gradova); 9 780 Filipini (2000); 314 000 u Singapuru (1985); 29 400 u Tajlandu (1984); 862 000 u Vijetnamu (1999 popis).
Yue Kinezi etnički se klasificiraju u nacionalnost Han. Postoji više dijalekata: yuehai (honkonški kantonski) [yue-yue], siyi [yue-siy)], t'oishan [yue-toi], gaolei (gaoyang) [yue-gao], qinlian [yue-qin], guinan [yue-gui], ping, kantonski (guǎngzhōu) [yue-can], vankuverski kantonski [yue-van].

## Vanjske poveznice
- Ethnologue (14th)
- Ethnologue (15th)

Ethnologue (16th)
- The Chinese, Yue Language